# Њукасл на Тајну
Њукасл на Тајну (енгл. Newcastle upon Tyne) је град у Уједињеном Краљевству у Енглеској. Према процени из 2022. у граду је живело 307.565 становника. Град Њукасл је центар конурбације Тајнсајд која је шеста по становништву у Уједињеном Краљевству.
Њукасл припада грофовији Тајн и Вир у североисточној Енглеској.
Историјски, град је до 1974. припадао грофовији Нортамберланд. Налази се на северној обали реке Тајн, 13,7 километара од Северног мора.
Њукасл се налази на месту некадашњег римског насеља Pons Aelius. Садашње име је добио по замку којег је 1080. изградио Роберт II, војвода Нормандије и најстарији син Вилијама Освајача. Град је растао као важан центар трговине вуном, а касније је постао центар регије рудника угља. Лука се развила у 16. веку, и са својим бродоградилиштима је била један од највећих светских центара за изградњу и оправку бродова. Ове индустрије су временом опале по значају, или су се сасвим угасиле. Данас је Њукасл седиште многих корпорација и центар високошколских институција, дигиталних технологија, трговине, туризма и културе.
Симболи града су локално пиво (Newcastle Brown Ale), фудбалски клуб Њукасл јунајтед и мост преко реке Тајн. Популарни назив за становнике Њукасла је Џорди (енгл. Geordie).

## Географија

### Клима
| Клима Њукасла                 | Клима Њукасла | Клима Њукасла | Клима Њукасла | Клима Њукасла | Клима Њукасла | Клима Њукасла | Клима Њукасла | Клима Њукасла | Клима Њукасла | Клима Њукасла | Клима Њукасла | Клима Њукасла | Клима Њукасла  |
| Показатељ \ Месец             | .Јан.         | .Феб.         | .Мар.         | .Апр.         | .Мај.         | .Јун.         | .Јул.         | .Авг.         | .Сеп.         | .Окт.         | .Нов.         | .Дец.         | .Год.          |
| ----------------------------- | ------------- | ------------- | ------------- | ------------- | ------------- | ------------- | ------------- | ------------- | ------------- | ------------- | ------------- | ------------- | -------------- |
| Апсолутни максимум, °C (°F)   | 14,0 (57,2)   | 14,0 (57,2)   | 21,0 (69,8)   | 21,0 (69,8)   | 25,0 (77)     | 26,0 (78,8)   | 37,0 (98,6)   | 32,5 (90,5)   | 21,0 (69,8)   | 20,0 (68)     | 18,0 (64,4)   | 15,0 (59)     | 37 (98,6)      |
| Максимум, °C (°F)             | 6,6 (43,9)    | 7,2 (45)      | 9,5 (49,1)    | 11,9 (53,4)   | 15,0 (59)     | 17,6 (63,7)   | 20,1 (68,2)   | 19,8 (67,6)   | 17,2 (63)     | 13,3 (55,9)   | 9,4 (48,9)    | 6,7 (44,1)    | 12,9 (55,2)    |
| Просек, °C (°F)               | 3,8 (38,8)    | 4,1 (39,4)    | 5,9 (42,6)    | 7,8 (46)      | 10,6 (51,1)   | 13,3 (55,9)   | 15,6 (60,1)   | 15,4 (59,7)   | 13,1 (55,6)   | 9,8 (49,6)    | 6,4 (43,5)    | 3,9 (39)      | 9,2 (48,6)     |
| Минимум, °C (°F)              | 0,9 (33,6)    | 0,9 (33,6)    | 2,3 (36,1)    | 3,7 (38,7)    | 6,1 (43)      | 9,0 (48,2)    | 11,1 (52)     | 11,0 (51,8)   | 9,0 (48,2)    | 6,3 (43,3)    | 3,4 (38,1)    | 1,1 (34)      | 5,4 (41,7)     |
| Апсолутни минимум, °C (°F)    | −12,6 (9,3)   | −3,0 (26,6)   | −9,0 (15,8)   | −2,0 (28,4)   | −1,0 (30,2)   | 1,0 (33,8)    | 6,0 (42,8)    | 3,0 (37,4)    | 0,0 (32)      | −5,0 (23)     | −11,0 (12,2)  | −14,0 (6,8)   | −14,0 (6,8)    |
| Количина кише, mm (in)        | 52,3 (2,059)  | 41,8 (1,646)  | 44,6 (1,756)  | 52,7 (2,075)  | 44,2 (1,74)   | 55,4 (2,181)  | 54,0 (2,126)  | 60,8 (2,394)  | 55,4 (2,181)  | 60,9 (2,398)  | 72,0 (2,835)  | 57,0 (2,244)  | 651,1 (25,635) |
| Дани са кишом (≥ 1.0 mm)      | 11,4          | 9,3           | 9,7           | 9,5           | 9,2           | 9,7           | 9,0           | 9,6           | 9,3           | 11,3          | 12,3          | 11,7          | 122            |
| Сунчани сати — месечни просек | 58,6          | 80,3          | 115,5         | 150,3         | 181,7         | 164,8         | 172,3         | 167,3         | 134,5         | 102,8         | 66,4          | 51,2          | 1.445,4        |
| Извор: Met Office             |               |               |               |               |               |               |               |               |               |               |               |               |                |

| Клима Newcastle, United Kingdom (1981-2010) | Клима Newcastle, United Kingdom (1981-2010) | Клима Newcastle, United Kingdom (1981-2010) | Клима Newcastle, United Kingdom (1981-2010) | Клима Newcastle, United Kingdom (1981-2010) | Клима Newcastle, United Kingdom (1981-2010) | Клима Newcastle, United Kingdom (1981-2010) | Клима Newcastle, United Kingdom (1981-2010) | Клима Newcastle, United Kingdom (1981-2010) | Клима Newcastle, United Kingdom (1981-2010) | Клима Newcastle, United Kingdom (1981-2010) | Клима Newcastle, United Kingdom (1981-2010) | Клима Newcastle, United Kingdom (1981-2010) | Клима Newcastle, United Kingdom (1981-2010) |
| Показатељ \ Месец                           | .Јан.                                       | .Феб.                                       | .Мар.                                       | .Апр.                                       | .Мај.                                       | .Јун.                                       | .Јул.                                       | .Авг.                                       | .Сеп.                                       | .Окт.                                       | .Нов.                                       | .Дец.                                       | .Год.                                       |
| ------------------------------------------- | ------------------------------------------- | ------------------------------------------- | ------------------------------------------- | ------------------------------------------- | ------------------------------------------- | ------------------------------------------- | ------------------------------------------- | ------------------------------------------- | ------------------------------------------- | ------------------------------------------- | ------------------------------------------- | ------------------------------------------- | ------------------------------------------- |
| Максимум, °C (°F)                           | 8,2 (46,8)                                  | 8,5 (47,3)                                  | 10,2 (50,4)                                 | 12,1 (53,8)                                 | 14,9 (58,8)                                 | 17,2 (63)                                   | 19,1 (66,4)                                 | 18,9 (66)                                   | 17,0 (62,6)                                 | 13,8 (56,8)                                 | 10,6 (51,1)                                 | 8,5 (47,3)                                  | 13,25 (55,86)                               |
| Просек, °C (°F)                             | 5,4 (41,7)                                  | 5,4 (41,7)                                  | 6,8 (44,2)                                  | 8,2 (46,8)                                  | 10,7 (51,3)                                 | 13,2 (55,8)                                 | 15,1 (59,2)                                 | 15,0 (59)                                   | 13,2 (55,8)                                 | 10,5 (50,9)                                 | 7,6 (45,7)                                  | 5,7 (42,3)                                  | 9,73 (49,53)                                |
| Минимум, °C (°F)                            | 2,5 (36,5)                                  | 2,3 (36,1)                                  | 3,3 (37,9)                                  | 4,2 (39,6)                                  | 6,5 (43,7)                                  | 9,2 (48,6)                                  | 11,1 (52)                                   | 11,0 (51,8)                                 | 9,4 (48,9)                                  | 7,1 (44,8)                                  | 4,5 (40,1)                                  | 2,9 (37,2)                                  | 6,17 (43,1)                                 |
| Количина кише, mm (in)                      | 106,6 (4,197)                               | 74,8 (2,945)                                | 80,4 (3,165)                                | 63,2 (2,488)                                | 66,8 (2,63)                                 | 68,3 (2,689)                                | 60,5 (2,382)                                | 81,8 (3,22)                                 | 73,6 (2,898)                                | 100,0 (3,937)                               | 105,3 (4,146)                               | 101,9 (4,012)                               | 983,2 (38,709)                              |
| Дани са кишом                               | 14,2                                        | 10,6                                        | 12,7                                        | 10,4                                        | 11,2                                        | 10,1                                        | 10,0                                        | 11,3                                        | 10,0                                        | 13,0                                        | 13,4                                        | 13,2                                        | 140,1                                       |
| Извор: WMO                                  |                                             |                                             |                                             |                                             |                                             |                                             |                                             |                                             |                                             |                                             |                                             |                                             |                                             |

## Становништво
Према процени, у граду је 2011. живело 279.100 становника.
| 1981.   | 1991.   | 2001.   |
| ------- | ------- | ------- |
| 199,064 | 189,150 | 189,863 |